# 동모 (부산광역시 유형문화재 제19호)
동모(銅矛)는 부산광역시 동래구 복천박물관에 있는 삼한시대의 무기이다. 1972년 6월 26일 부산광역시의 유형문화재 제19호로 지정되었다.

## 개요
동모는 동검과 함께 우리나라 청동기시대를 대표하는 유물로, 적을 찌르는데 쓰는 무기이다. 생긴 모양은 검과 비슷하지만 창날과 자루집 2부분으로 나뉘어 있고, 긴 나무를 꽂아 쓸 수 있도록 끼우는 부분의 속은 비어있다.
제작시기는 세형동검 후기인 BC. 3세기∼AD. 1세기 사이로, 그 출현시기가 검보다 매우 늦고 양도 많지 않아 최초의 유형을 밝히는데 어려움이 있다.
우리나라 동모의 특징은 자루집이 둥글거나, 그대로 몸통까지 연장되어 등대를 이루고 솟아 있다는 점이다. 길이는 20cm에서 60cm를 넘는 것도 있으며, 중국 전국시대의 연(燕)이나 하남(河南)지방의 영향을 받았다는 것이 일반적인 학설이다. 주로 널무덤 계통의 유적에서 발견되고 있으며, 세형동검 문화의 한 요소로 일본에 전파되어 일본 특유의 광봉동모를 출현시키기도 하였다.

## 참고 자료
- 동모 - 국가유산청 국가유산포털